# سیلویا روسه
سیلویا روسه (انگلیسی: Sylvia Rose؛ زادهٔ ۲۳ دسامبر ۱۹۶۲) قایقران روئینگ اهل آلمان شرقی بود.